# Vachendorf
Vachendorf là một đô thị tại huyện Traunstein bang Bayern, Đức.